# Jiří Havel (fotograf)
Jiří Havel (9. dubna 1931, Horní Branná – 28. října 2022) byl český fotograf specializující se na krajinářskou fotografii, zejména z horských oblastí, především Krkonoš. Patřil mezi nejvýznamnější české fotografy krajináře.
Kromě fotografování také maloval, vyřezávaval a modeloval, vyráběl loutky a točil krátké filmy. 

## Život a kariéra
Narodil se v Horní Branné, kde jeho otec pracoval jako poštmistr a dědeček z matčiny strany vedl velké hospodářství. První léta života strávil v Košicích, kam byl jeho otec přeložen, ale do školy již nastoupil zpět v Čechách.
Po maturitě na gymnáziu ve Vrchlabí nemohl z politických důvodů ihned pokračovat ve studiu na vysoké škole, a tak nastoupil jako pomocný dělník a kreslič do závodu Škoda Auto ve Vrchlabí. V letech 1953–1957 nakonec vystudoval Vysokou školu železniční v Praze. V roce 1956 se oženil a s manželkou měli dvě dcery.
Fotografování se věnoval od mládí a postupně si vybudoval renomé jako jeden z nejlepších fotografů české krajiny. Jeho snímky vynikaly precizní kompozicí, hrou světla a schopností zachytit atmosféru hor. Mnoho jeho fotografií bylo uveřejněno v knihách, kalendářích a na pohlednicích. Byl spoluautorem a ilustrátorem více než dvaceti publikací o Krkonoších a dalších českých horách.
Spolupracoval s řadou vydavatelství a jeho snímky se objevily i v odborných publikacích o přírodě. Působil také v Klubu fotografů amatérů v Trutnově a jeho tvorba byla oceňována jak v Česku, tak v zahraničí.
Kromě Krkonoš fotografoval i další horské oblasti po celém světě, včetně Himálaje a Afriky. Jeho fotografie byly vystavovány na mnoha výstavách a získaly několik prestižních ocenění.

## Tvorba
Jiří Havel byl autorem a spoluautorem více než dvaceti obrazových publikací, ve kterých zachytil krásy české i světové krajiny. Jeho knihy jsou ceněny pro precizní kompozici a schopnost vystihnout atmosféru fotografovaných míst.
Mezi jeho významné publikace patří:
- Fotografie (2006): Tato monografie shrnuje celoživotní dílo Jiřího Havla, od černobílých snímků Krkonoš až po záběry z Himálaje a Jižní Ameriky.
- Jak fotografovat krajinu (2007): V této knize Havel sdílí své zkušenosti a rady týkající se technik krajinářské fotografie.
- Krkonoše (1986): Publikace věnovaná Krkonoším, které byly Havlovou celoživotní inspirací.
- S kamerou kolem světa za 59 let (1994): Kniha mapující Havlovy cesty a fotografické expedice po celém světě.
- Svět hor (2008): Publikace zaměřená na horské oblasti a jejich jedinečnou krásu.

Tyto knihy odrážejí Havlovu vášeň pro přírodu a jeho schopnost zachytit její proměnlivou krásu prostřednictvím objektivu fotoaparátu.

S jeho fotografiemi se ovšem bylo možmé setkat i v bezpočtu drobných publikací, kalendářů či časopisech, za něž lze jmenovat například vlastivědné periodikum Krkonoše – Jizerské hory.

## Ocenění a odkaz
Jiří Havel byl uznáván nejen v Česku, ale i v zahraničí. Za svou tvorbu obdržel řadu ocenění a jeho fotografie jsou dodnes ceněné mezi sběrateli i milovníky přírody. Jeho dílo mělo velký vliv na další generace fotografů a jeho snímky nadále inspirují milovníky přírody a krajiny.
Z ocenění lze zmínit například:
- Kulturní cena města Trutnova (1997): Toto prestižní ocenění obdržel za svůj významný přínos k propagaci a dokumentaci krásy Krkonoš.

- Ocenění "Osobnost české fotografie za dlouhodobý přínos" (2016): Toto ocenění mu bylo uděleno Asociací profesionálních fotografů České republiky za jeho celoživotní práci a přínos k české fotografii.

- Cena ředitele Správy Krkonošského národního parku: Tato cena ocenila jeho dlouholetou dokumentaci a propagaci Krkonoš.